# 제주문예회관
제주문예회관은 제주특별자치도 제주시에 있는 예술 시설이다. 제주특별자치도 문화예술진흥원에서 운영하고 있다.